# Gheorghe Saghian
Gheorghe Saghian (n. 4 iunie 1950

) este un senator român, ales în 2012. Gheorghe Saghian a demisionat din PSD în februarie 2016.